# サユール・アッサム

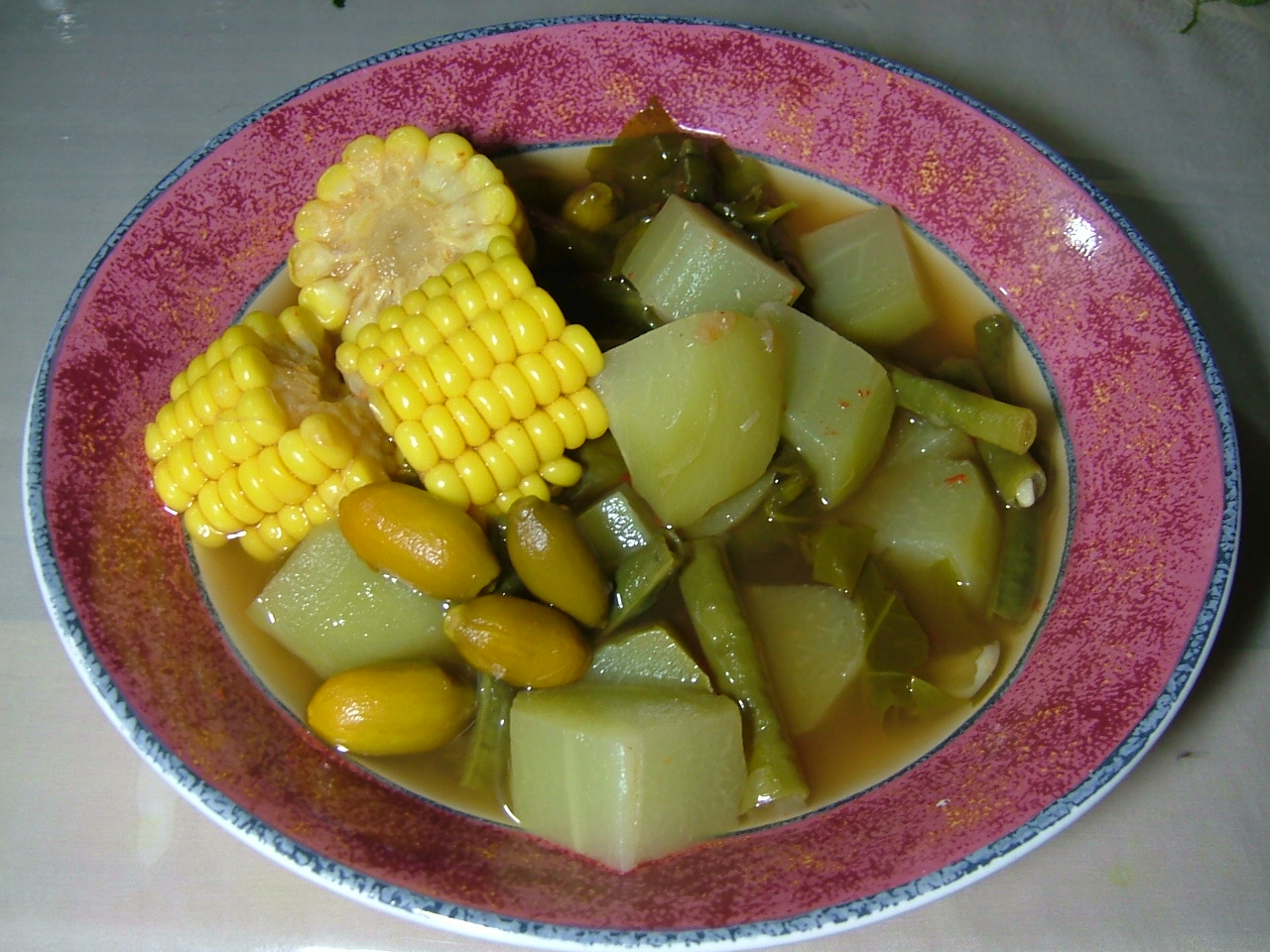
サユール・アッサム

サユール・アッサム (Sayur Asam) は、インドネシアで食べられているスープ料理。インドネシア語で、sayurは「野菜」、asamは「酸っぱい」または「タマリンド」を意味し、タマリンドの酸味の効いた野菜スープである。

サユール・アッサム
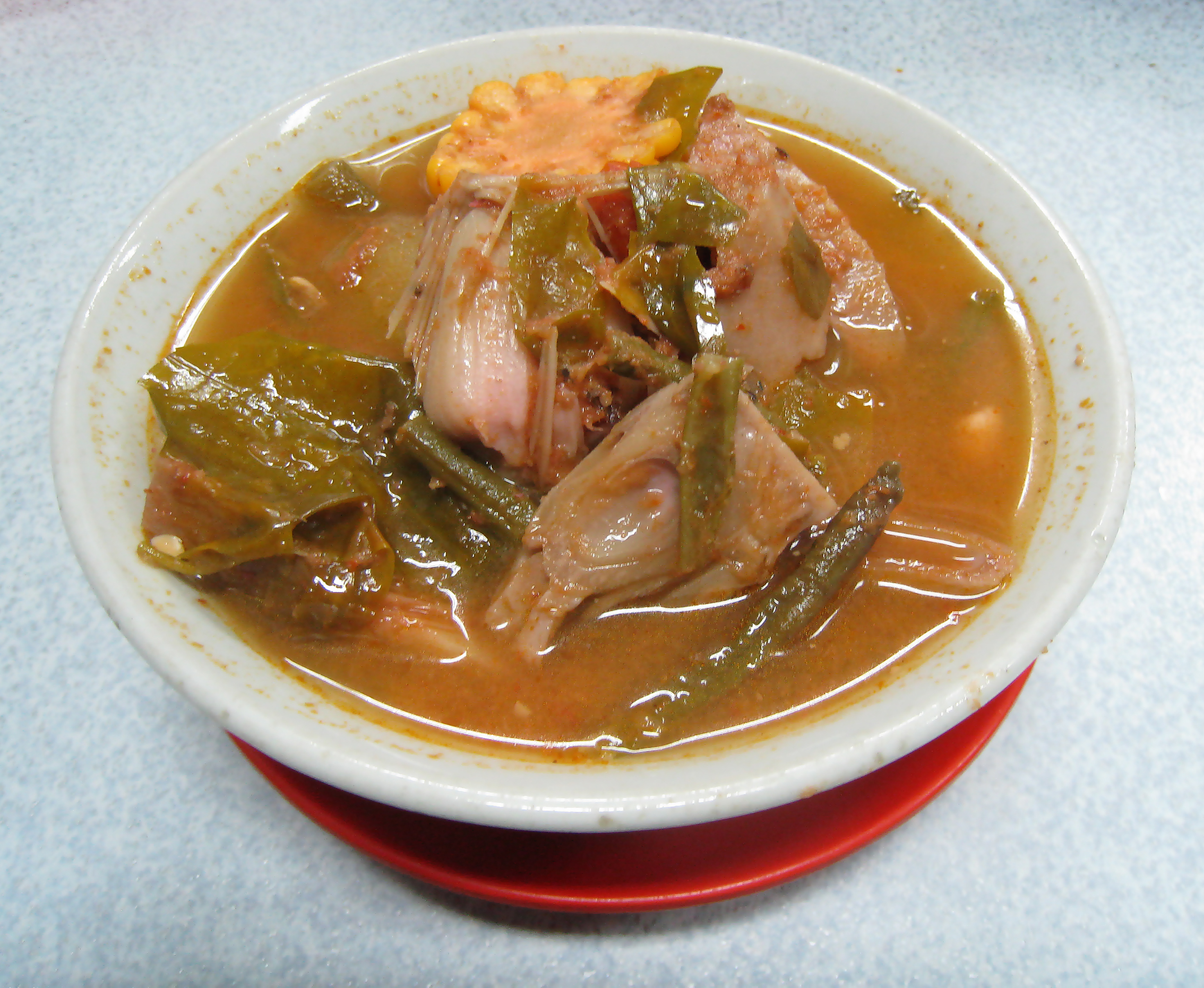
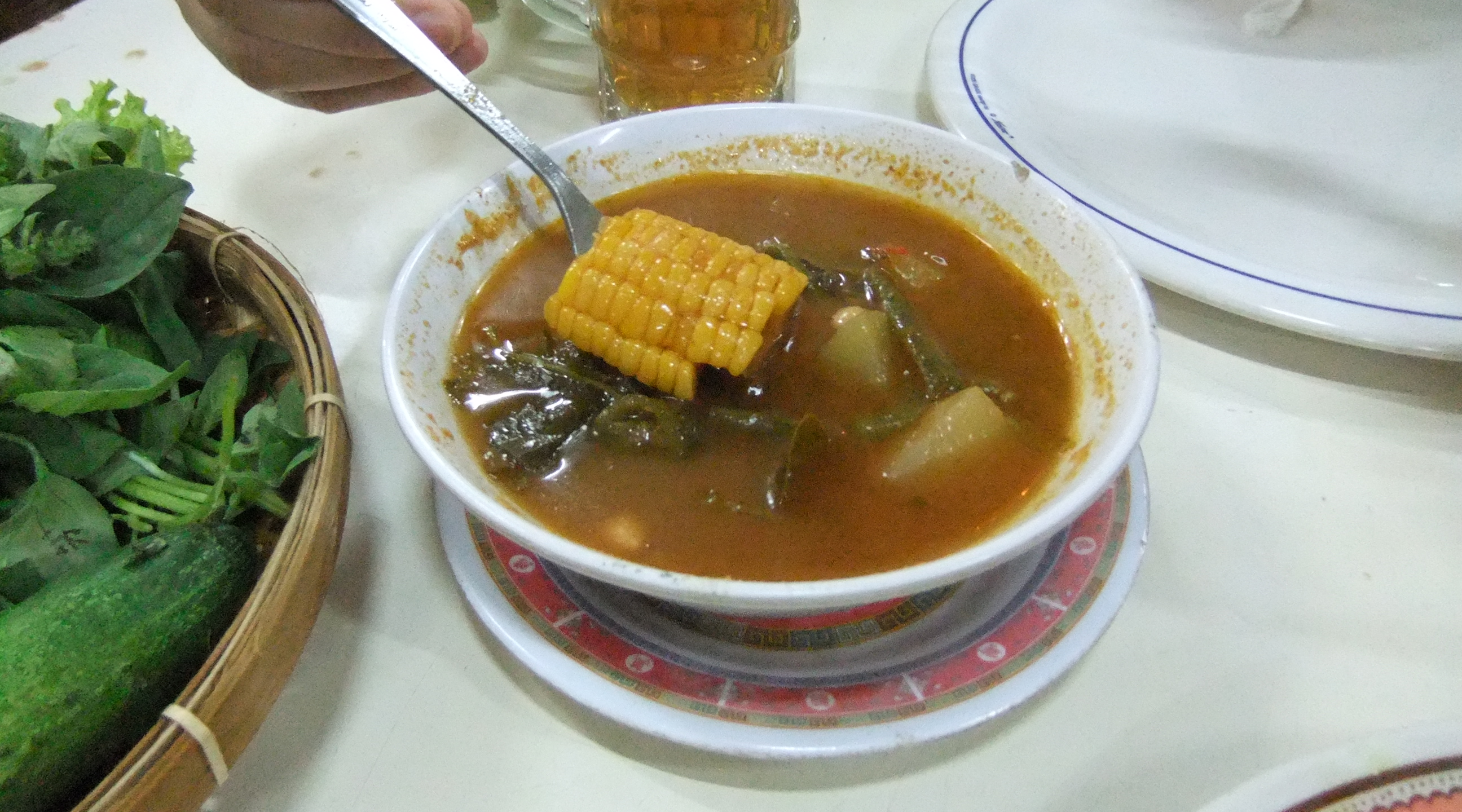